# Сент-Клер (Великі озера)
Сент-Клер (англ. St. Clair, фр. Sainte-Claire) — проточне озеро, входить до групи Великих озер, є 6-м за площею в групі, по озеру пролягає державний кордон поміж Канадою (провінція Онтаріо), та США (штат Мічиган). Площа озера становить 1 114 км². В озеро вливається річка Сент Клер, що витікає з озера Гурон. Озеро віддає свої води через річку Детройт до озера Ері. Вода у водоймі в середньому оновлюється за тиждень (з окремих частин озера від 2 до 30 днів).